# 895 TCN
895 TCN là một năm trong lịch La Mã.